# 巴澤特島
巴澤特島（英語：Bazett Island），是南極洲的島嶼，位於克羅格島西端以南，屬於比斯科群島的一部分，根據英國探險隊拍攝的空中照片繪入地圖，以美國的生理學家命名，現時由南極條約體系管理。